# Kolašin

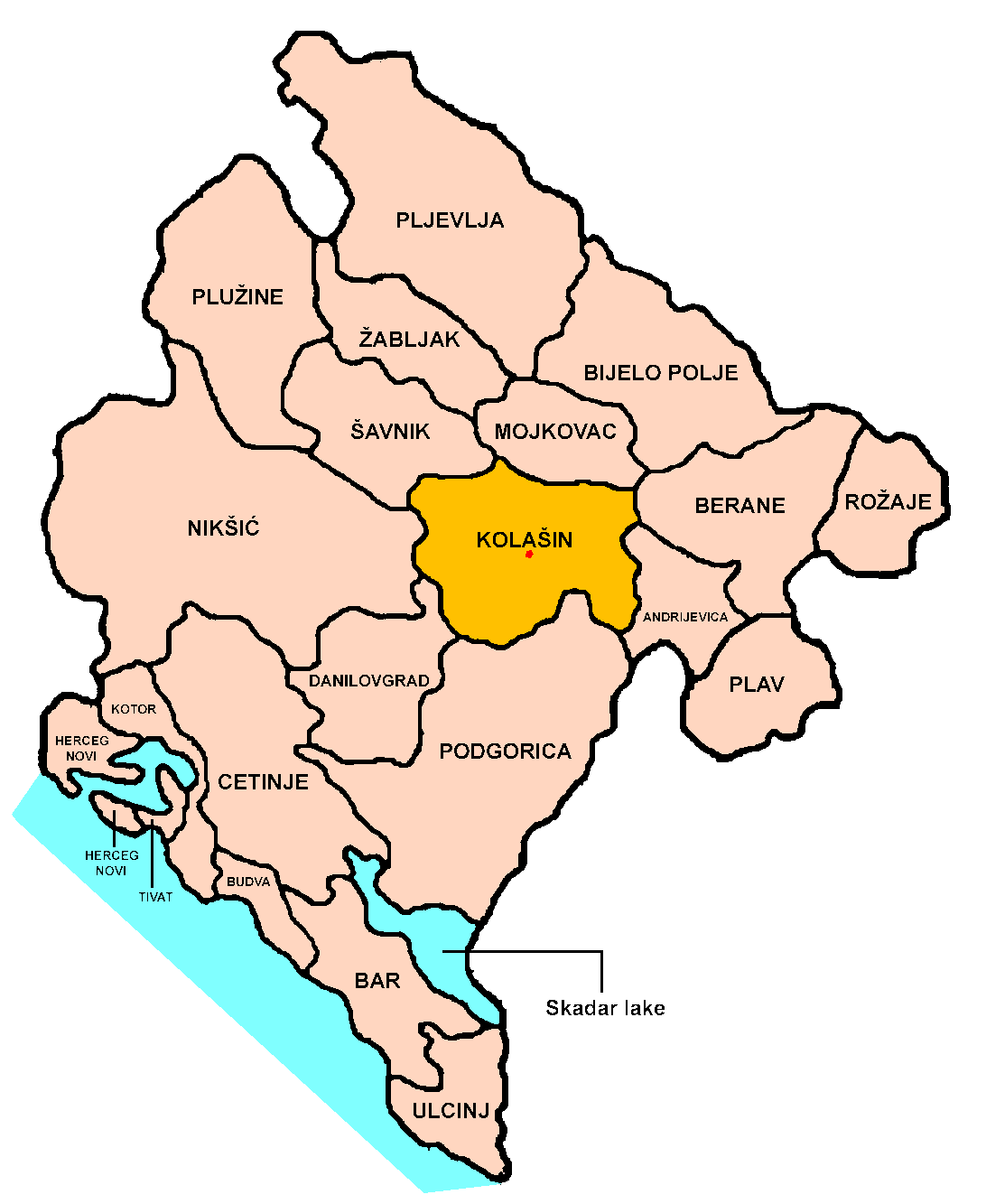
Posizione della municipalità di Kolašin

Kolašin (in cirillico: Колашин) è una città del Montenegro, capoluogo dell'omonimo comune.

## Storia
Fu fondata durante il periodo di dominazione ottomano nel XVII secolo.

## Geografia fisica
Gli impetuosi fiumi Tara e Morača la attraversano ed è circondata da montagne che la circondano completamente.
La città si trova a 954 metri di altitudine e offre eccellenti possibilità di svago sia in estate che in inverno. Un'importante attrazione turistica è rappresentata dal lago di Biograd, che si trova nel parco nazionale Biogradska gora, dove è preservata una delle tre foreste vergini d'Europa. Il lago si trova a 1094 metri d'altezza circondato da diversi sentieri.

## Società

### Evoluzione demografica
Gruppi etnici (dati del 1991):
- Montenegrini (93,16%)
- Serbi (4,34%)

Gruppi etnici (dati del 2003):
- Montenegrini (50,35%)
- Serbi (44,60%)

## Località
Il comune ha una popolazione di 9.949 abitanti, il 30% della popolazione è concentrato nel capoluogo (2.989 ab.), mentre nessun'altra località supera il migliaio di abitanti.
Il comune comprende 70 località:
| - Babljak - Bakovići - Bare - Bare Kraljske - Blatina - Bojići - Breza - Velje Duboko - Višnje - Vladoš - Vlahovići - Vojkovići - Vranještica - Vrujica - Gornja Rovca Bulatovići | - Gornje Lipovo - Donje Lipovo - Dragovića Polje - Drijenak - Drpe - Dulovine - Đuđevina - Žirci - Izlasci - Jabuka - Jasenova - Kolašin - Kos - Liješnje - Lipovska Bistrica | - Ljevišta - Ljuta - Manastir Morača - Mateševo - Međuriječje - Mioska - Moračka Bistrica - Moračko Trebaljevo - Mrtvo Duboko - Mujića Rečine - Mušovića Rijeka - Osretci - Oćiba - Ocka Gora - Padež | - Petrova Ravan - Plana - Požnja - Pčinja - Ravni - Radigojno - Raičevina - Raško - Redice - Rovačko Trebaljevo - Svrke - Sela - Selišta - Sjerogošte - Skrbuša | - Smailagića Polje - Smrče - Sreteška Gora - Starče - Tara - Trnovica - Uvač - Ulica - Cerovice - Crkvine |

## Politica
Nel referendum per l'indipendenza del Montenegro, su un totale di 7.405 aventi diritto a votare, hanno votato 6.820 cittadini, il 92,1% del totale. 3.903 (57,78%) elettori si sono espressi per mantenere l'unione con la Serbia, mentre 2.852 (42,22%) hanno votato per l'indipendenza del Montenegro.